# Vasily Surikov
Vasily Ivanovich Surikov (Василий Иванович Суриков) (24 tháng 1 năm 1848 (Lịch Julius: 12 tháng 1) – 19 tháng 3 1916 (Lịch Julius: 6 tháng 3)) là họa sĩ lỗi lạc người Nga chuyên về đề tài lịch sử. Những tác phẩm chính của ông nằm trong loạt tranh vẽ nổi tiếng nhất tại Nga.

## Tiểu sử
Surikov sinh ra tại Krasnoyarsk, Siberia, nơi cháu trai của ông, Nikita Mikhalkov và Andrei Konchalovsky vừa dựng một tượng đài của ông. Vào năm 1869-1871 ông được Pavel Chistyakov hướng dẫn tại Viện Nghệ thuật Đế quốc.
Vào năm 1877, Surikov đến định cư tại Moskva, nơi ông thực hiện một số tác phẩm vẽ tường tại Nhà thờ lớn Đấng cứu thế. Vào năm 1878 ông kết hôn với Elizabeth Charais, cháu gái của một thành viên nhóm Tháng Mười hai Svistunov. Vào năm 1881 ông tham gia phong trào Peredvizhniki. Từ năm 1893 ông là thành viên chính thức của Viện Nghệ thuật St.Petersburg. Surikov được mai táng tại Nghĩa trang Vagankovskoye ở Moskva.
Surikov đã vẽ nhiều bức tranh miêu tả quá khứ của nước Nga, tập trung vào đời sống của những con người bình thường. Các tác phẩm của ông đáng chú ý bởi phương pháp thể hiện không gian độc đáo (xem phối cảnh phi tuyến tính) và các phong trào vì nhân dân. Có một số trường hợp dường như ông đã vẽ cùng một hình với nhiều kích thước khác nhau, có lẽ là bản nháp của một bức tranh lớn hơn mà ông tưởng tượng trong đầu hoặc yêu thích một phiên bản nhỏ hơn đến mức ông quyết định rằng nó sẽ đẹp hơn nếu vẽ to hơn.

## Những tác phẩm chính

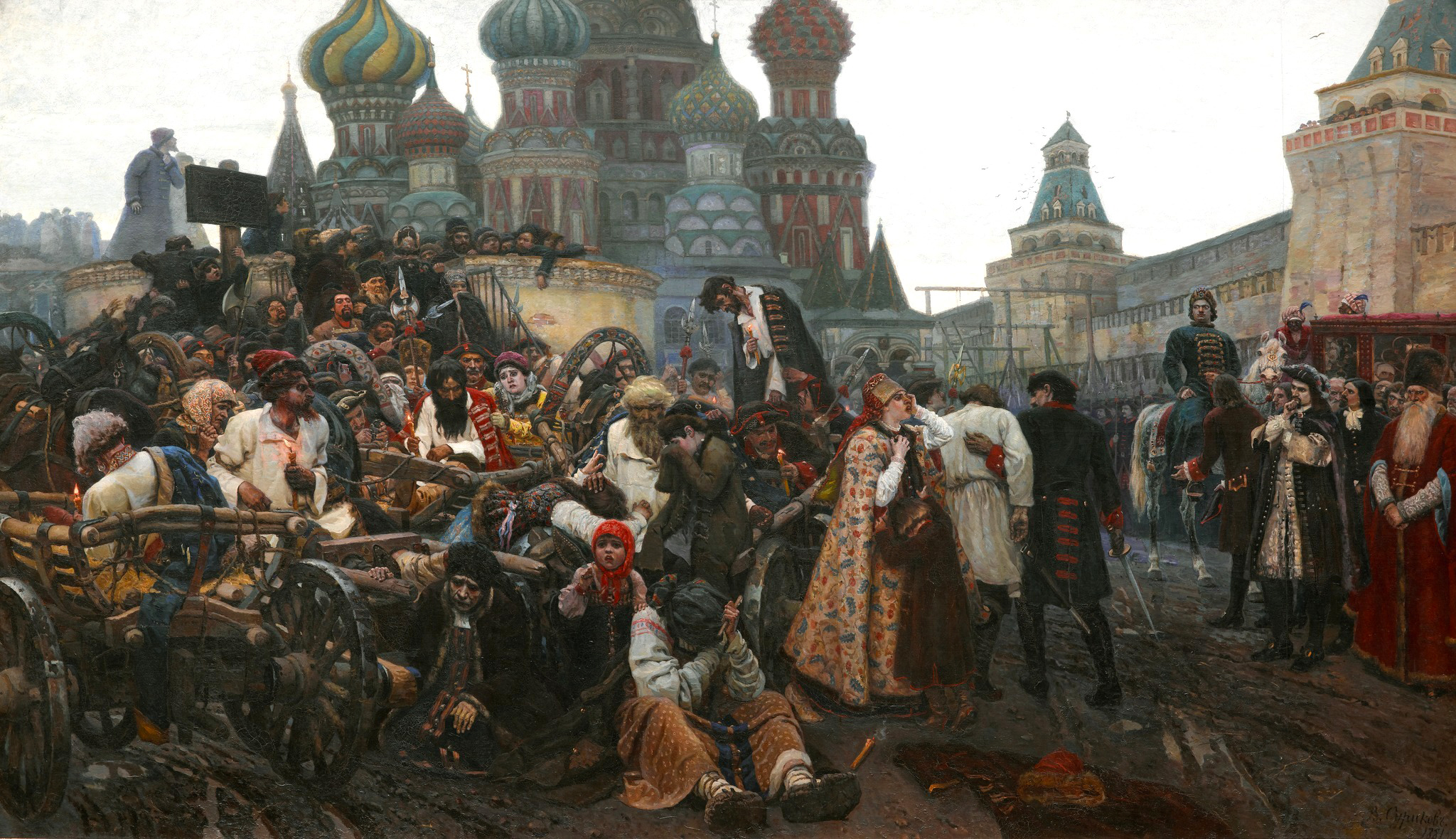
Buổi sáng ngày hành hình các binh lính Streltzi
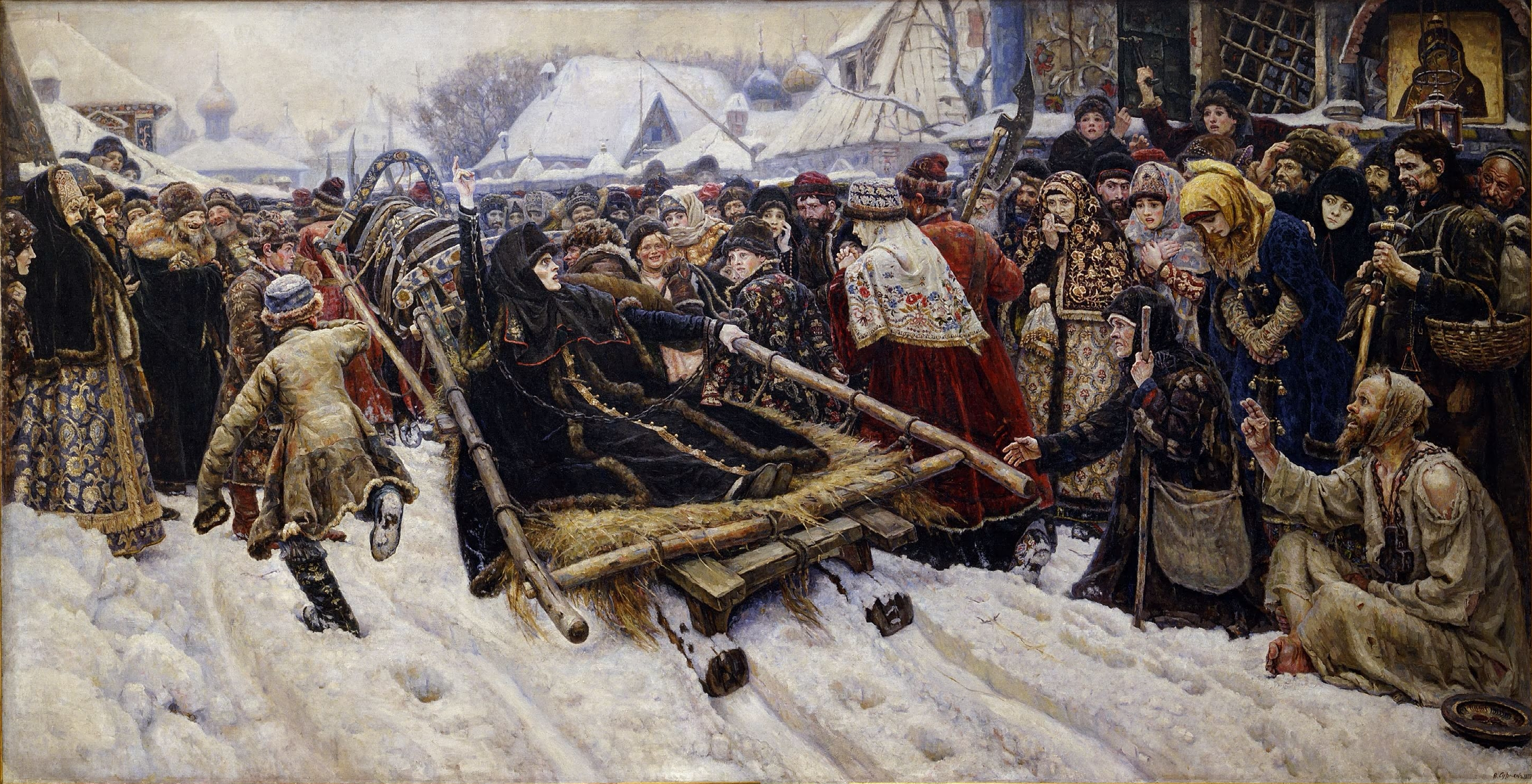
Feodosia Morozova
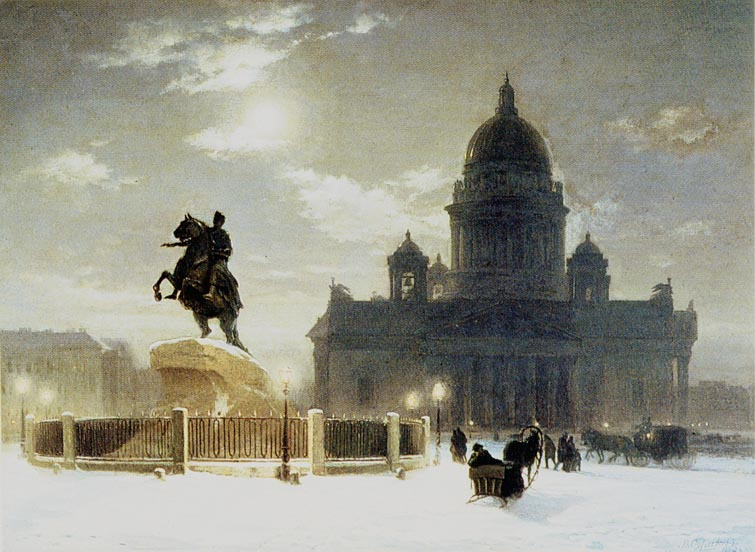
Kỵ sĩ bằng đồng
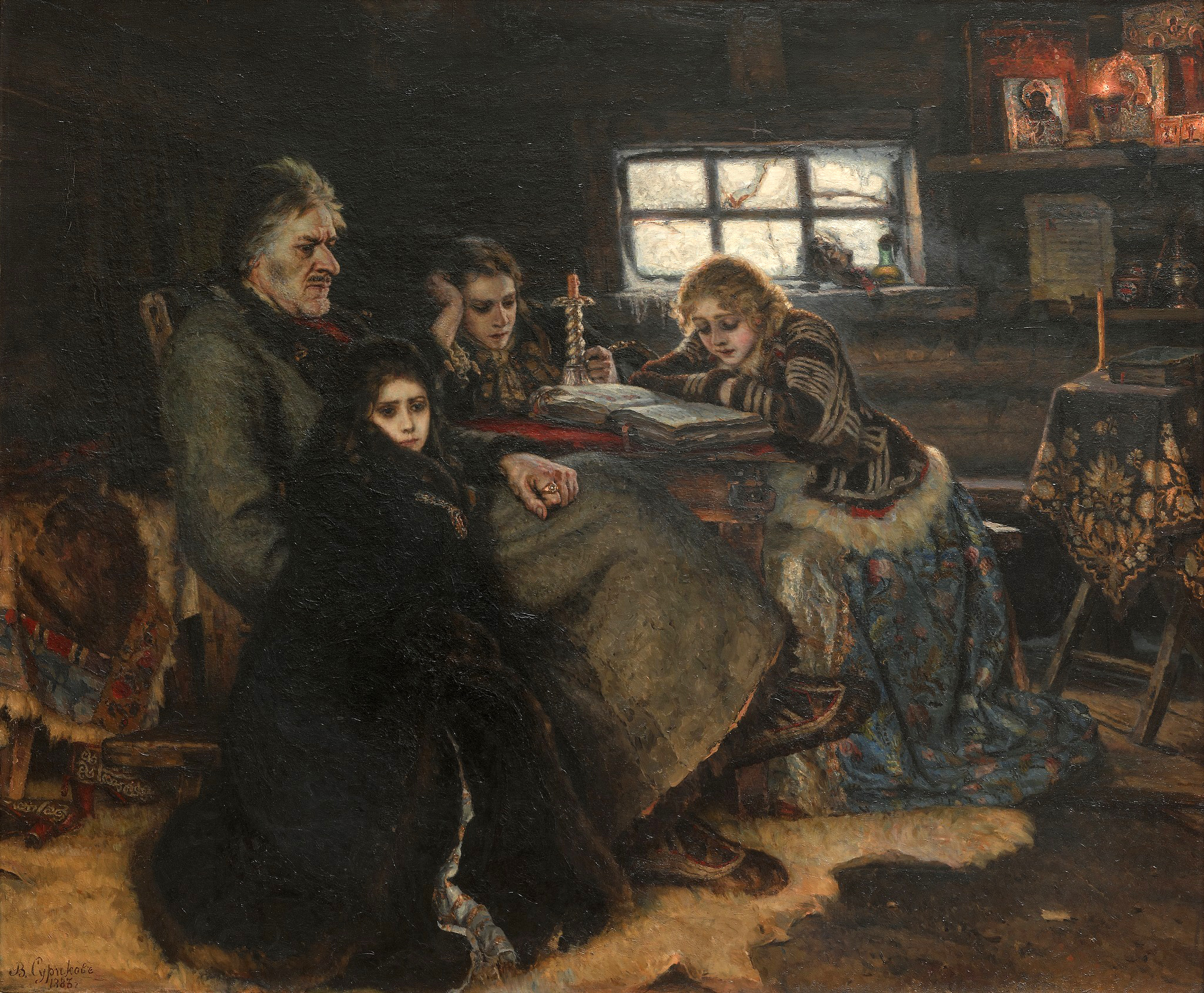
Menshikov ở Berezov
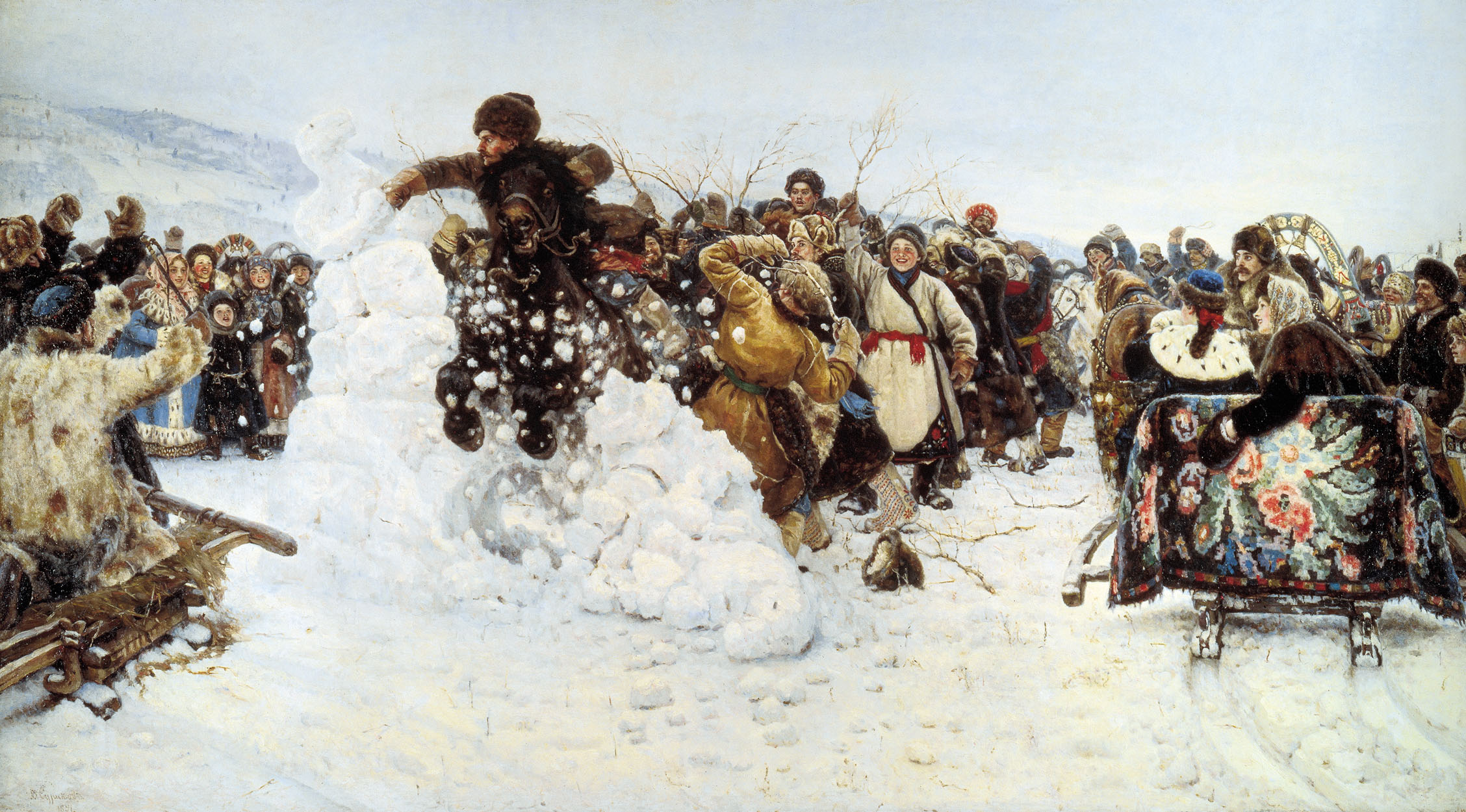
Cơn bão của pháo đài tuyết
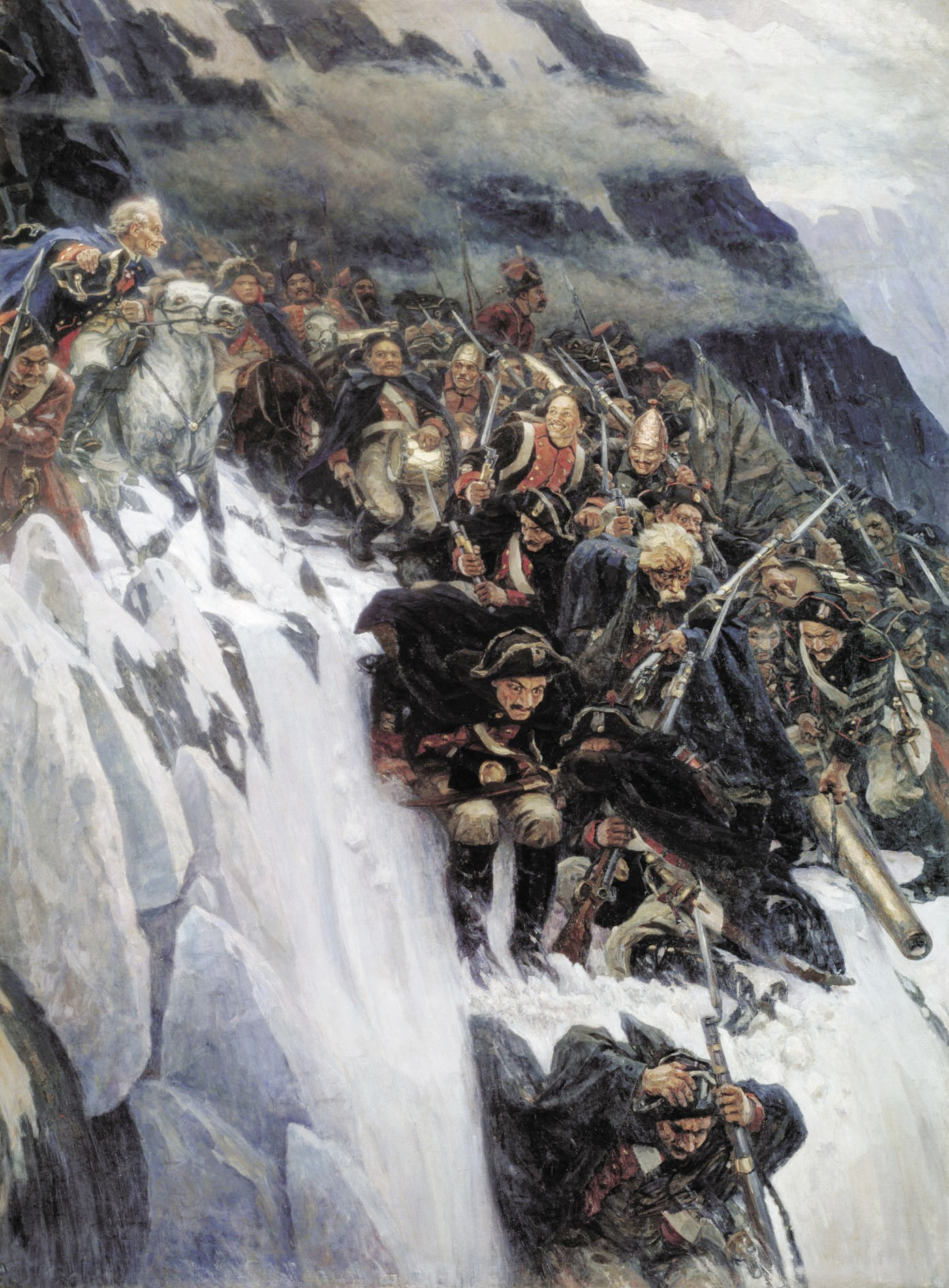
Cuộc hành quân qua dãy Alps của Suvorov
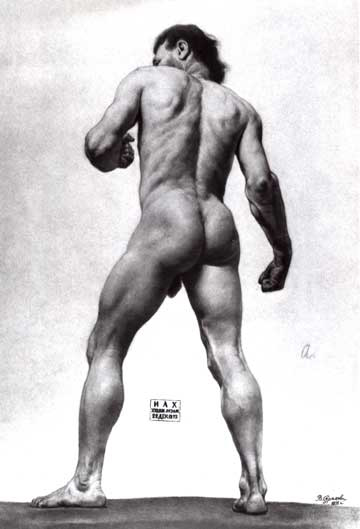
Đàn ông
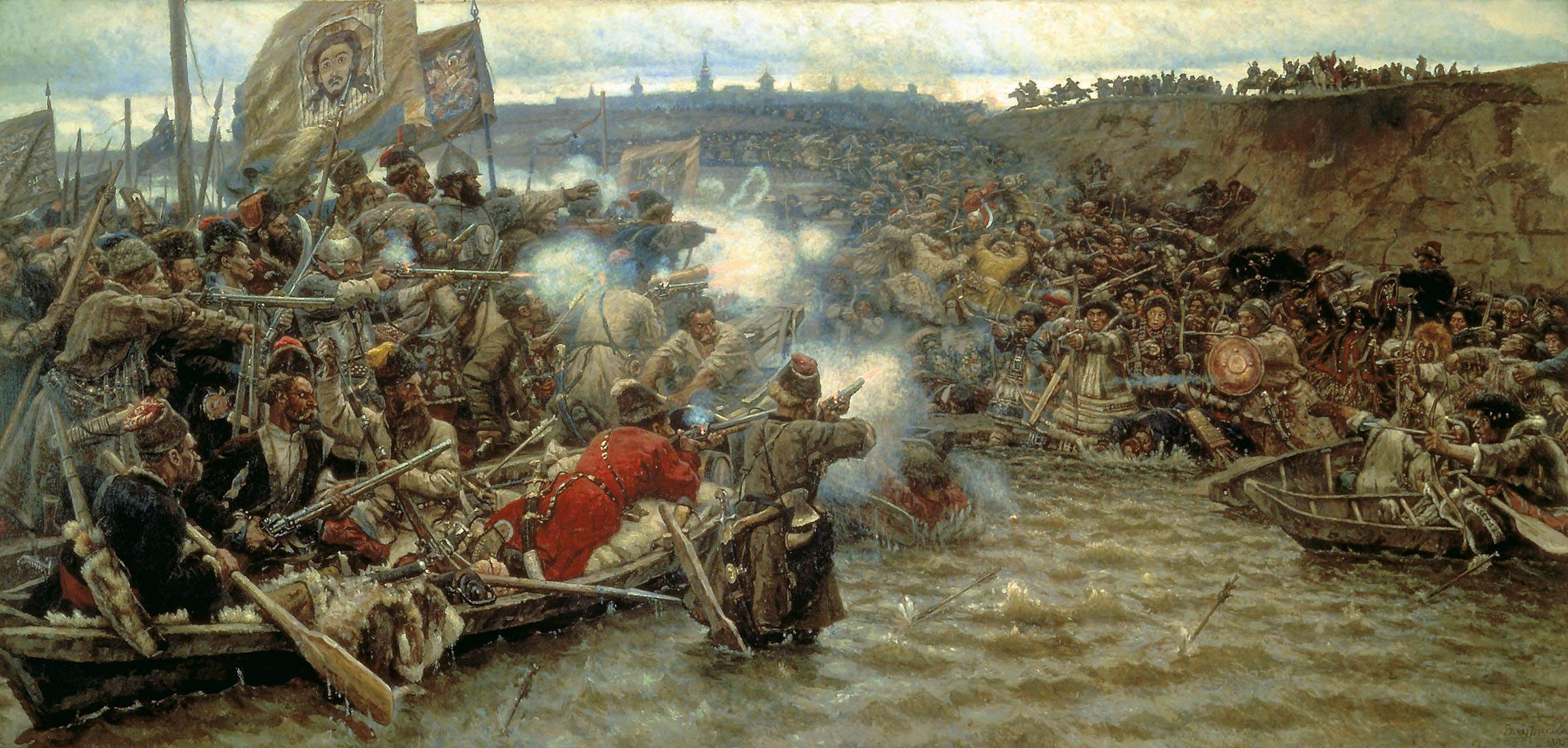
Cuộc xâm lược Siberia của Yermak